# Nippolimnophila
Nippolimnophila es un género de dípteros nematóceros perteneciente a la familia Limoniidae. Se distribuye por Japón.

## Especies
- Contiene las siguientes especies:
- N. kiusiuensis Alexander, 1930
- N. omogiana Alexander, 1955
- N. perproducta Alexander, 1957
- N. yakushimensis Alexander, 1930